# Museo reale dell'esercito e della storia militare
Il museo reale dell'esercito e della storia militare (in francese: Musée royal de l'armée et de l'histoire militaire, neerlandese: Koninklijk Museum van het Leger en de Krijgsgeschiedenis) è un museo di guerra e storia militare di Bruxelles, in Belgio, situato nel parco del Cinquantenario. Si trova di fronte agli altri due musei del parco: il museo del Cinquantenario e il museo Autoworld.

## Storia
Durante l'esposizione universale di Bruxelles del 1910, un giovane ufficiale di nome Louis Leconte decise di raccogliere vari oggetti e manufatti militari ed esporli al pubblico (intenzionato a dare ai visitatori un'idea della storia dell'armata belga nel XIX secolo), riscuotendo un discreto successo.
Avendo notato l'entusiasmo della popolazione, le autorità ordinarono a Leconte di mantenere esposta la collezione mediante il decreto reale del 28 febbraio 1911, mirando ad aprire un vero e proprio museo permanente.
Dopo la prima guerra mondiale, i realizzatori del museo agirono molto in fretta: le collezioni crebbero a dismisura grazie ai contributi dei privati e al supporto del governo. Il 24 giugno 1919, fu chiesto a Leconte di effettuare una selezione del materiale bellico recuperato.
Intanto, l'edificio originariamente scelto per il museo iniziava ad essere troppo piccolo, così fu scelto un altro edificio ospitante, che è lo stesso presso il quale si trova ancora oggi. Il museo fu inaugurato ufficialmente il 28 giugno del 1923 da re Alberto I.
In seguito, Louis Leconte lasciò l'attività militare e fu messo a capo della direzione del museo. Durante la seconda guerra mondiale, le forze occupanti chiusero il museo, rendendo accessibile solo la biblioteca. Dopo la guerra il museo venne cambiato radicalmente e fu riaperto al pubblico.
Il museo è in continua espansione: nel 1972 fu inaugirato un dipartimento aeronautico-aerospaziale e nel 1980 il dipartimento dei veicoli armati. Nel 1986 una grande collezione di armi e armature fu importata dalla porte de Hal e nel 1996 venne aperto il dipartimento navale.

## Galleria d'immagini

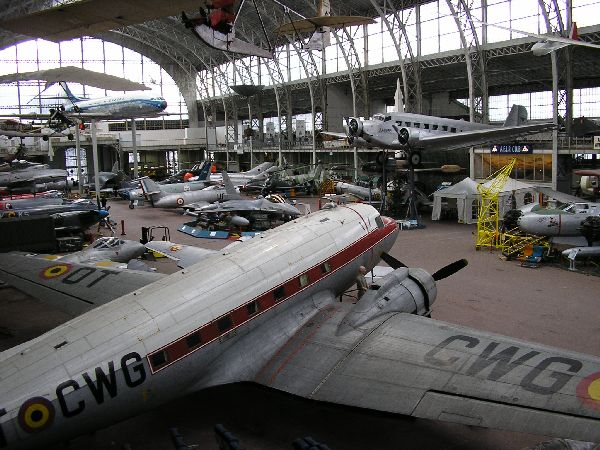
Veduta generale del dipartimento aeronautico del museo
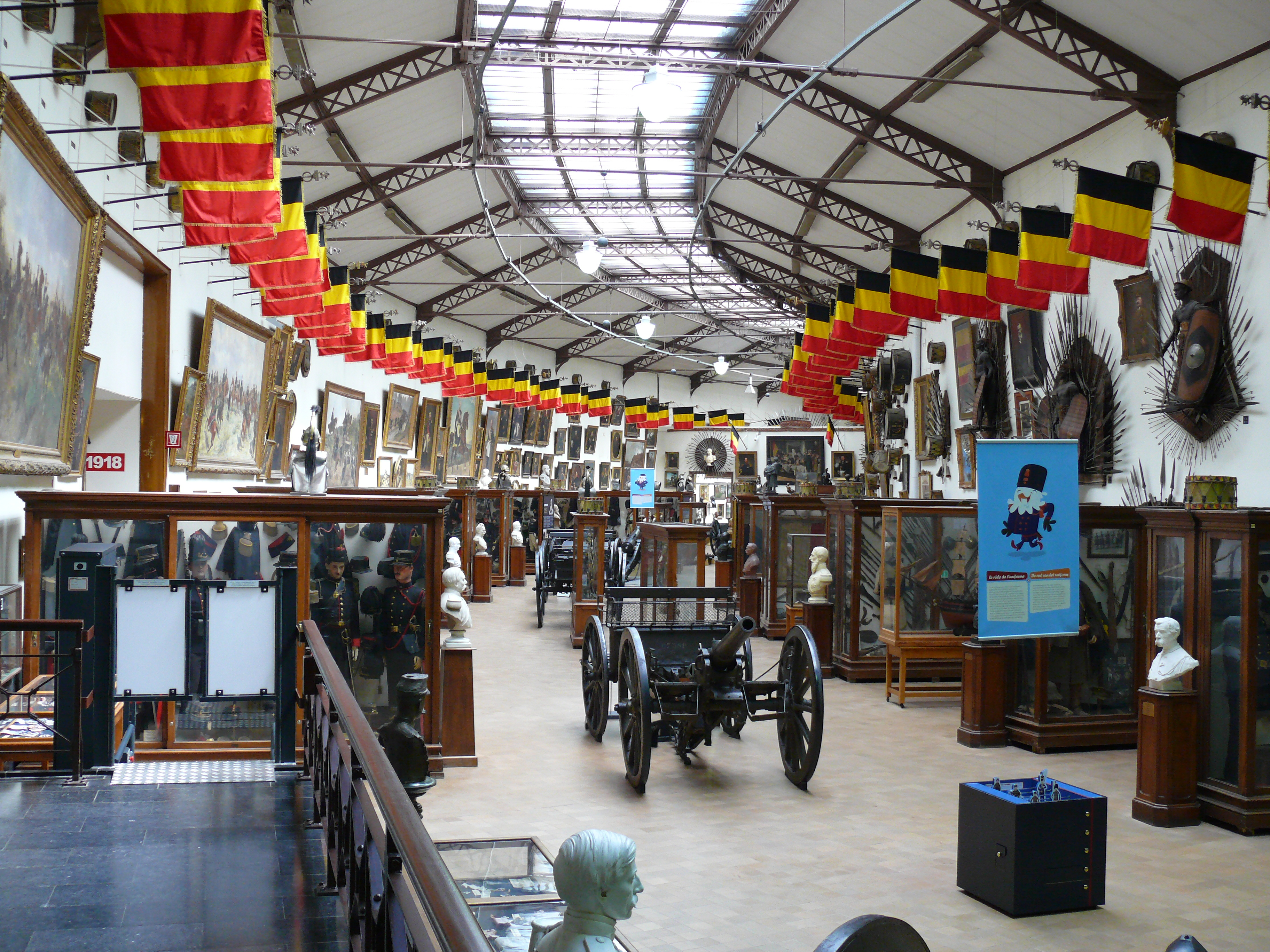
Galleria centrale del museo, mostrante la collezione di militaria belga del XIX secolo
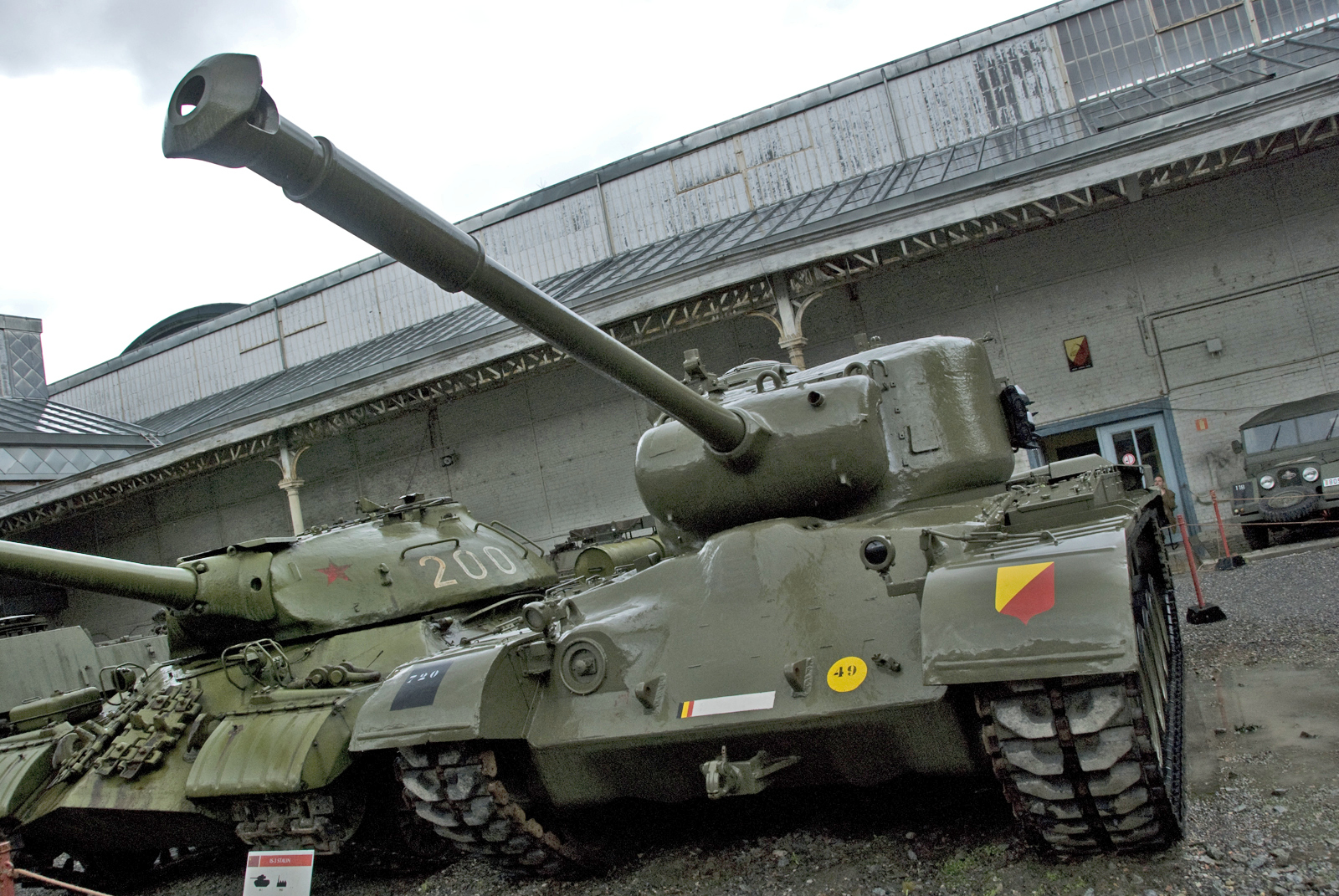
Un carro armato M46 Patton
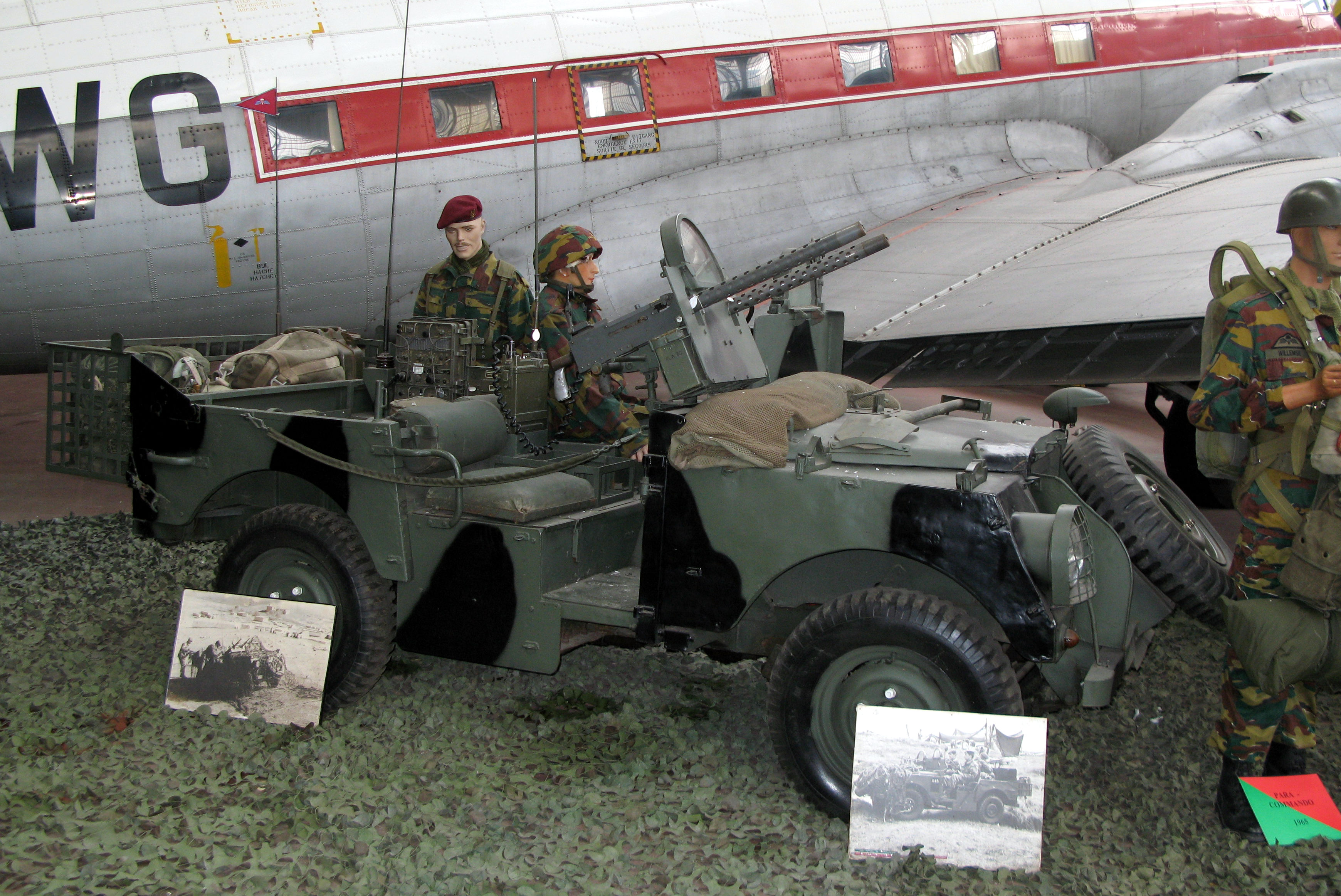